# プログレスM-10M
プログレスM-10M (ロシア語: Прогресс М-10М)はロシア連邦宇宙局が2011年4月に国際宇宙ステーション(ISS)の補給のために打ち上げたプログレス補給船、NASAではProgress 42、42Pとも呼ばれている。10機目のプログレス-M/11F61560型の10機目であり、シリアル番号は410だった。RKKエネルギアが製造、ロシア連邦宇宙局が運用した。
第27次長期滞在中の2011年4月29日にISSのピアース接続部にドッキングした。

## 運用
プログレスM-10Mは2011年4月27日13時5分 (UTC)にバイコヌール宇宙基地1/5発射台からソユーズ-Uで打ち上げられた。打ち上げ9分後に予定していた計画起動を達成した。宇宙機の通信・誘導アンテナを広げるための搭載命令が発行され、2基の太陽電池パネルが展開された。その後2日間の一連のエンジン噴射でISSと会合するように誘導された。
打ち上げ後プログレスM-10Mは2日間自律飛行し、2011年4月29日にISSに近接し、14時19分(UTC)にピアースモジュールの天底部へのドッキングに成功した。ドッキングは西モンゴルの上空354kmの位置でおこなわれた。結合はスペースシャトル・エンデバーのSTS-134の最初の打ち上げの試みの5時間前に起こった。シャトルの打ち上げはエンデバーの補助電源機の一つの上の2個のヒーターの故障で遅延している。

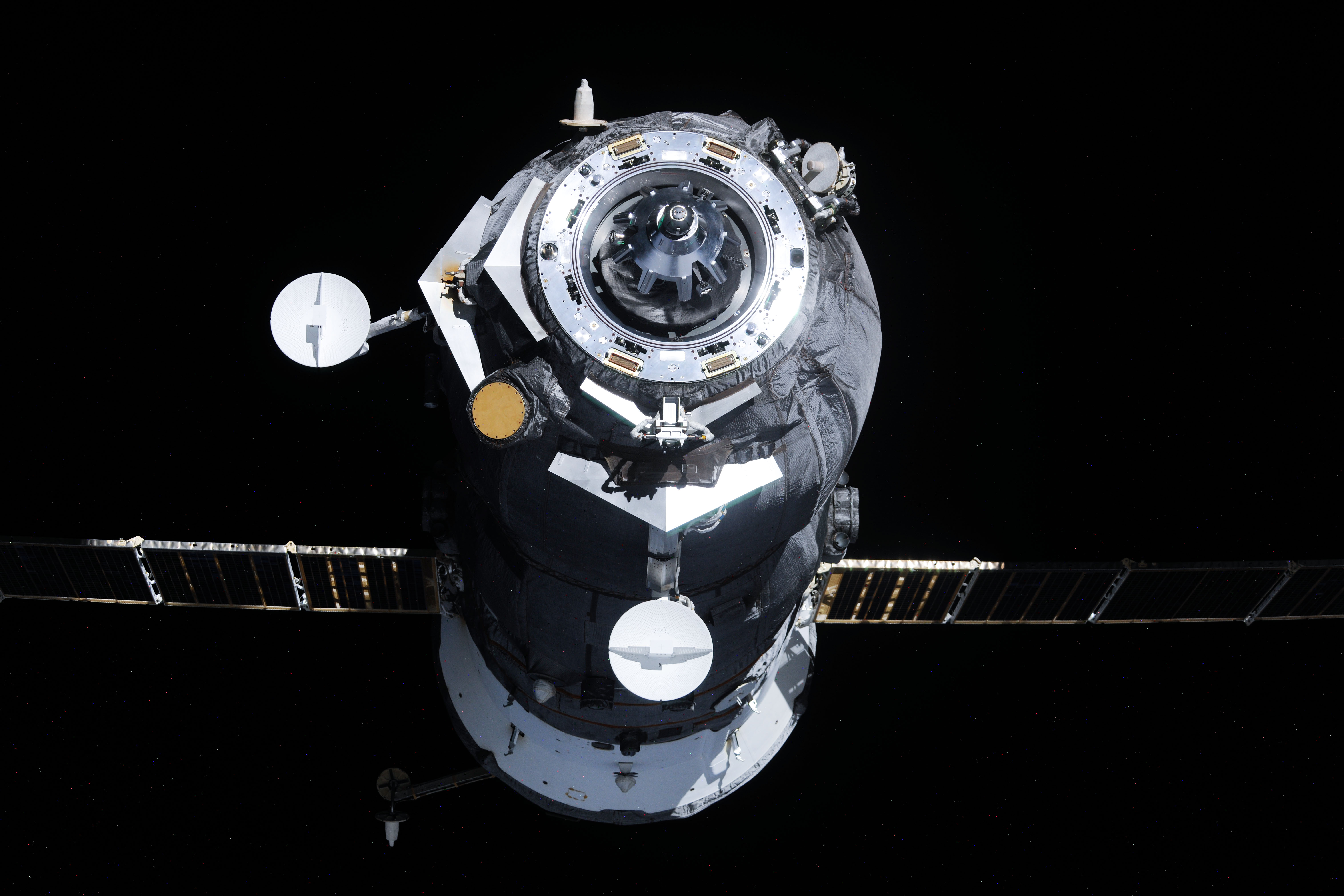
ISSを離脱するプログレスM-10M、2011年10月29日

プログレスM-10Mは9時1分(GMT)に留め金の開放指令が出され、名目上2011年10月29日9時4分(GMT)にピアースの天底ポート連結部からドッキングを解除された。9時7分(GMT)には自動で15秒間の離脱噴射が行われ、12時10分30秒(GMT)ごろに3分間の離脱噴射を行った。廃棄物を搭載したM-10Mは12時48分(GMT)に大気圏に突入し12時54分(GMT)頃に燃焼した。燃え残りは13時0分(GMT)ごろ太平洋上に落下した。
プログレスM-10Mのドッキング解除後、ISSは輸送系ロシア機がラスヴェットに接続したソユーズTMA-02M1機だけになるという珍しい構成になった。このような状況になったのは2009年3月以来であった。

## 搭載貨物
合計重量は2645kgだった。
| 品目                                                   | 重量 (kg) |
| ------------------------------------------------------ | --------- |
| ISSに必要な推進系タンクの燃料                          | 250       |
| 補充系タンクの燃料                                     | 627       |
| 酸素                                                   | 51        |
| ロドニックシステムタンクの水                           | 420       |
| カーゴ部の貨物                                         | 1297      |
| ガス供給系                                             | 24        |
| 水供給系                                               | 20        |
| 熱制御システム                                         | 14        |
| 搭載機器制御系                                         | 12        |
| 個人用保護品                                           | 62        |
| 維持修理用品                                           | 10        |
| 衛生清潔用品                                           | 118       |
| 食料・食材コンテナ                                     | 192       |
| 医療用品、リネン、個人用衛生用品、予防薬など           | 94        |
| 科学実験機材、実験用品など                             | 141       |
| ロシアクルーの物品                                     | 88        |
| 搭載書類ファイル、乗組員への支給、ビデオ・写真機器など | 22        |
| FGB-ハードウェア                                       | 54        |
| US起動セグメントハードウェア                           | 444       |

## 註
1. ↑  Justin Ray (2011年4月27日). “Space station resupply ship launched ahead of Endeavour”.   Spaceflight Now. 2011年4月27日閲覧。
2. ↑  Peter Harding (2011年4月27日). “Progress M-10M launches on cargo run to International Space Station”.   NASAspaceflight.com. 2011年4月27日閲覧。
3. ↑  Mu Xuequan (2011年4月29日). “Russian Progress cargo ship docks with ISS”.   Xinhua News Agency. 2011年4月29日閲覧。
4. ↑  SPACE.com Staff (2011年4月29日). “Russian Cargo Ship Docks at Space Station Ahead of Shuttle Launch”.   SPACE.com. 2011年4月30日閲覧。
5. ↑  Russian Federal Space Agency (2011年4月29日). “Progress M-10M to Arrive at the ISS Today”. 2011年4月30日閲覧。